# HD 4853
HD4853 — хімічно пекулярна зоря спектрального класу A3, що має видиму зоряну величину в смузі V приблизно  5,6.
Вона  розташована на відстані близько 245,2 світлових років від Сонця.

## Пекулярний хімічний вміст
Зоряна атмосфера HD4853 має підвищений вміст 
Si
.